# Тунисский пролив
Туни́сский проли́в (итал. Canale di Tunisi) или Сицили́йский проли́в (итал. Canale di Sicilia) — пролив между Сицилией и Тунисом (мыс Эт-Тиб). Он примерно 160 км в ширину и принимается за условную границу Восточного и Западного Средиземноморья.
Глубинные течения идут с востока на запад, а текущие ближе к поверхности перемещается в противоположном направлении. Необычный поток воды представляет интерес для океанографов.
Через Тунисский пролив на плотах и лодках пытаются добраться до Европы нелегальные мигранты из стран Северной Африки. Посредине пролива расположен остров Пантеллерия, находящийся под итальянской юрисдикцией.

## Названия
- По-английски называется Сицилийский канал, канал Сицилии и канал Пантеллерия.
- На итальянском языке он известен как Canale di Sicilia или Stretto di Sicilia.
- На сицилийском: Canali di Sicilia или Strittu di Sicilia.
- На французском языке его обычно называют canal du cap Bon (по мысу Бон) или canal de Kélibia (по тунисскому городу Келибия).